# Niterói Rugby
Il Niteroi Rugby Football Club è una società di Rugby a 15 della città di Niterói, nello Stato di Rio de Janeiro, Brasile.

## Palmarès
- Campionato brasiliano di rugby: 6

1976, 1979, 1983, 1984, 1986, 1990
- Campionato Fluminense di rugby: 17

1978, 1979, 1981, 1982, 1983, 1984, 1985, 1986, 1987, 1988, 1989, 2005, 2006, 2007, 2008, 2009, 2010